# Amanda Crew
Amanda Catherine Crew (Langley, 5 giugno 1986) è un'attrice canadese.

## Biografia
Amanda Crew inizia la sua carriera nel mondo dello spettacolo ballando hip-hop e jazz. Al quarto anno di scuola superiore Amanda inizia a interessarsi a una futura carriera di attrice ottenendo una parte nel musical Dragon Tails. In seguito, Amanda venne contattata da tre agenti; da allora cominciò la sua carriera da attrice. Inizialmente gira spot per la Coca-Cola e partecipa ad alcuni stage, e nel 2003 comincia a studiare all'Accademia Americana di Arti Drammatiche.
Il suo primo ruolo da protagonista lo ebbe nella serie televisiva 15/Love interpretando la tennista Tannis McTaggart, sostituta del personaggio interpretato dall'attrice Jaclyn Linetsky morta in un incidente d'auto mentre si recava sul set. Dopo aver abbandonato la serie alla fine della seconda stagione, Amanda appare in altre serie televisive come Life As We Know It, Motive, Suits e Smallville. Il suo più importante ruolo rimane sicuramente quello di Julie Christensen in Final Destination 3. Dopo questo film continua a lavorare sia in TV che al cinema. 
Tra il 2006 e il 2007 partecipa a 26 episodi della serie televisiva Whistler. Nel 2008 recita in That One Night, film di cui è la protagonista e che vede al suo fianco due sue co-star di Final Destination 3, Crystal Lowe e Sam Easton, e nella commedia on the road Sex Movie in 4D. Nel 2010 ha ottenuto un ruolo da protagonista in Segui il tuo cuore dove ha recitato con Zac Efron. A partire dal 2014 diventa una delle protagoniste della serie televisiva Silicon Valley, nel ruolo di Monica. Nel 2015 ottiene un ruolo nel film Adaline - L'eterna giovinezza, recitando al fianco di Blake Lively.

## Filmografia

### Cinema
- Final Destination 3, regia di James Wong (2006)
- She's the Man, regia di Andy Fickman (2006)
- Il mio ragazzo è un bastardo (John Tucker Must Die) (2006)
- That One Night, regia di Rick Alyea (2007)
- Sex Movie in 4D (Sex Drive), regia di Sean Anders (2008)
- Il messaggero - The Haunting in Connecticut (The Haunting in Connecticut), regia di Peter Cornwell (2009)
- The Break-Up Artist, regia di Steve Woo (2009)
- Segui il tuo cuore (Charlie St. Cloud), regia di Burr Steers (2010)
- Repeaters, regia di Carl Bessai (2010)
- Sisters & Brothers, regia di Carl Bessai (2011)
- Charlie Zone, regia di Michael Melski (2011)
- Ferocious, regia di Robert Cuffley (2012)
- Knife Fight, regia di Bill Guttentag (2012)
- Jobs, regia di Joshua Michael Stern (2013)
- Miss Dial, regia di David H. Steinberg (2013)
- Ferocious, regia di Robert Cuffley (2013)
- Crazy Kind of Love, regia di Sarah Siegel-Magness (2013)
- The Identical, regia di Dustin Marcellino (2014)
- Bad City, regia di Carl Bessai (2014)
- Adaline - L'eterna giovinezza (The Age of Adaline), regia di Lee Toland Krieger (2015)
- Weepah Way for Now, regia di Stephen Ringer (2015)
- Race - Il colore della vittoria (Race), regia di Stephen Hopkins (2016)
- Poor Boy, regia di Robert Scott Wildes (2016)
- Tavolo n.19 (Table 19), regia di Jeffrey Blitz (2017)
- Freaks, regia di Zach Lipovsky e Adam B. Stein (2018)
- Isabelle - L'ultima evocazione (Isabelle), regia di Robert Heydon (2018)
- Trappola infernale (Target Number One), regia di Daniel Roby (2020)

### Televisione
- Life as We Know It - serie TV, episodi 1x11 e 1x12 (2005)
- 15/Love - serie TV, 23 episodi (2005-2006)
- Smallville - serie TV, episodio 4x13 (2005)
- Meltdown - Trappola nucleare (Meltdown) - film TV, regia di J.P. Howell (2006)
- Whistler - serie TV, 26 episodi (2006)
- Monster Ark - La profezia (Monster Ark) - film TV, regia di Declan O'Brien (2008)
- Suits – serie TV, episodio 1x8 (2011)
- Untitled Adam Sztykiel/ABC Project - film TV, regia di Adam Sztykiel (2012)
- Math Bites - serie TV, 3 episodi (2014)
- Motive - serie TV, episodio 2x1 (2014)
- Silicon Valley – serie TV (2014-2019)

## Doppiatrici italiane
Nelle versioni in italiano delle opere in cui ha recitato, Amanda Crew è stata doppiata da:
- Letizia Scifoni: Final Destination 3, Il messaggero - The Haunting in Connecticut, Segui il tuo cuore
- Domitilla D'Amico: Sex Movie in 4D, Silicon Valley, Adaline - L'eterna giovinezza, Motive
- Francesca Manicone: She's the Man, Isabelle - L'ultima evocazione
- Debora Magnaghi: Monster Ark - La profezia
- Gemma Donati: Life as We Know It
- Chiara Gioncardi: Suits
- Sara Ferranti: Jobs
- Anna Lana: 15/Love